# Усть-Козлухинська сільська рада
Усть-Козлу́хинська сільська рада (рос. Усть-Козлухинский сельский совет) — сільське поселення у складі Краснощоковського району Алтайського краю Росії.
Адміністративний центр та єдиний населений пункт — село Усть-Козлуха.

## Населення
Населення — 838 осіб (2019; 962 в 2010, 1104 у 2002).